# Braunstirn-Weißspanner

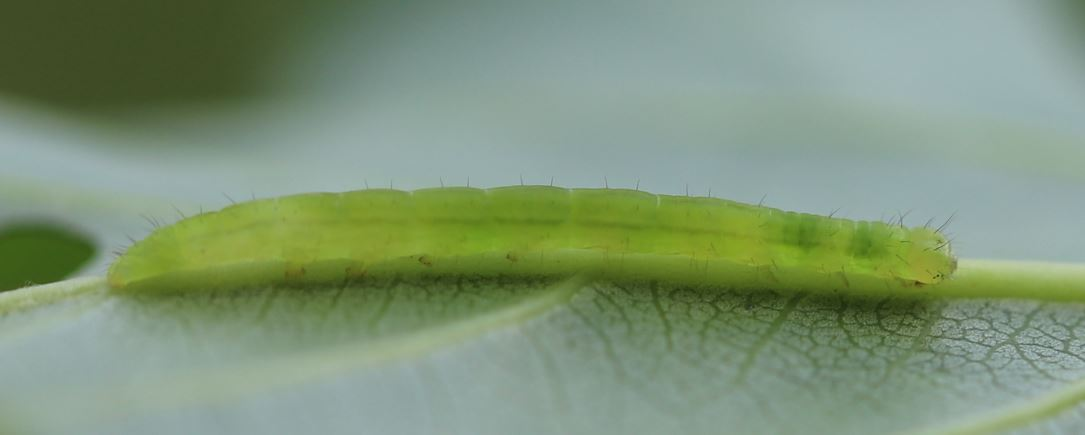
Jungraupe an Schwarz-Pappel

Der Braunstirn-Weißspanner (Cabera exanthemata) ist ein Schmetterling (Nachtfalter) aus der Familie der Spanner (Geometridae).

## Merkmale
Der Braunstirn-Weißspanner erreicht eine Flügelspannweite von 30 bis 35 Millimetern. Die Falter haben cremeweiße Flügel, die gelbgrau bestäubt sind. Auf den Vorderflügeln verlaufen drei gebogene und gezähnte braungelbe Querlinien; auf den Hinterflügeln sind es zwei. Die Stirn unterhalb der Fühler ist bräunlich (Name!).
Die Raupen sind entweder hellgrün mit einer feinen, pudrigen Bestäubung, oder seltener braun gefärbt mit dunklen Flecken auf dem Rücken. 

### Ähnliche Arten
- Weißstirn-Weißspanner (Cabera pusaria) (Linnaeus, 1758)[2]
- Urbahns Weißer Weidenspanner (Cabera leptographa) (Wehrli, 1936)
- Heidelbeer-Kleinspanner (Scopula ternata) (Schrank, 1802)[2]

### Formen
- Cabera exanthemata f. arenosaria Haworth. Mit starker dunkler Bestäubung und breiteren Querlinien.[1]
- Cabera exanthemata f. approximaria Prout. Innere Querlinien fließen fast zusammen.[1]

### Synonyme
- Deilinia exanthemata[1]
- Cabera suprapunctata Wehrli, 1925[3]

## Vorkommen
Die Ost-West-Verbreitung des Braunstirn-Weißspanners ist mit der ähnlichen Art Cabera pusaria vergleichbar. Die Falter sind von der Iberischen Halbinsel durch ganz Europa bis ins Amurgebiet anzutreffen. Im Norden reicht das Verbreitungsareal über den Polarkreis hinaus, während die Art im Süden in Kleinasien und einigen angrenzenden östlichen Gebieten fehlt. In Nordamerika ist der Braunstirn-Weißspanner ebenfalls anzutreffen.

## Lebensweise
Der Braunstirn-Weißspanner ist an Wald- und Wiesenrändern, in Heiden, Mooren, Gärten und Parklandschaften anzutreffen. Die Falter sind nachtaktiv und werden von künstlichen Lichtquellen angezogen. Man kann sie in Höhenlagen von 100 bis 1.800 Metern (Alpen) antreffen, der Verbreitungsschwerpunkt liegt allerdings in der Ebene.
Zu den Futterpflanzen zählen u. a.:
- Weiden (Salix spec.)[1][4]
- Silber-Weide (Salix alba)[4]
- Purpur-Weide (Salix purpurea)[4]
- Korb-Weide (Salix viminalis)[4]
- Ohr-Weide (Salix aurita)[4]
- Espe (Populus tremula)[1][4]
- Schwarz-Pappel (Populus nigra)[4]
- Erlen (Alnus spec.)[1][4]
- Grau-Erle (Alnus incana)[4]
- Schwarzerle (Alnus glutinosa)[4]
- Haselnuss (Corylus spec.)[1]
- Birken (Betula spec.)[1]
- Sandbirke (Betula pendula)[4]

Die Puppe überwintert.

### Flug- und Raupenzeiten
Der Braunstirn-Weißspanner bildet eine Generation im Jahr, die von Anfang Mai bis Ende August fliegt. Die Raupen sind von Juni bis September anzutreffen. Unter günstigen klimatischen Bedingungen kann in Deutschland eine zweite Generation von August bis Oktober beobachtet werden (Oberrheinebene, Neckar-Tauberland, Oberschwaben).